# Marsan (Marostica)
Marsan (pron. /mar'saŋ/, Marsàn in veneto) è una frazione del comune di Marostica in provincia di Vicenza posta a metà strada tra le città di Marostica e Bassano del Grappa.

## Geografia fisica ed antropica
Il suo territorio è formato da una zona collinare e di pianura dove passa la strada provinciale marosticana che da Marostica porta a Bassano del Grappa. Da Marsan inizia anche la Strada della Fratellanza che porta ad Asiago.

## Monumenti e luoghi d'interesse
Nei pressi di un'ex cava di basalto, sulla sommità di un piccolo colle, sorge la chiesetta dedicata alle Sante Agata e Apollonia, edificata fra l'XI ed il XII secolo.

A Marsan è presente anche una tipica villa veneta, la villa Favero Raselli, detta anche Villa dei Cigni.
La vecchia strada che collegava Bassano del Grappa a Marostica è la via Nonis ancora presente dove si trova la vecchia chiesa di Marsan, che è sconsacrata negli anni '80. La vecchia chiesa è intitolata a Santa Maria della Vittoria ed è presente un campanile da poco restaurato.